# Zacharias Vogel

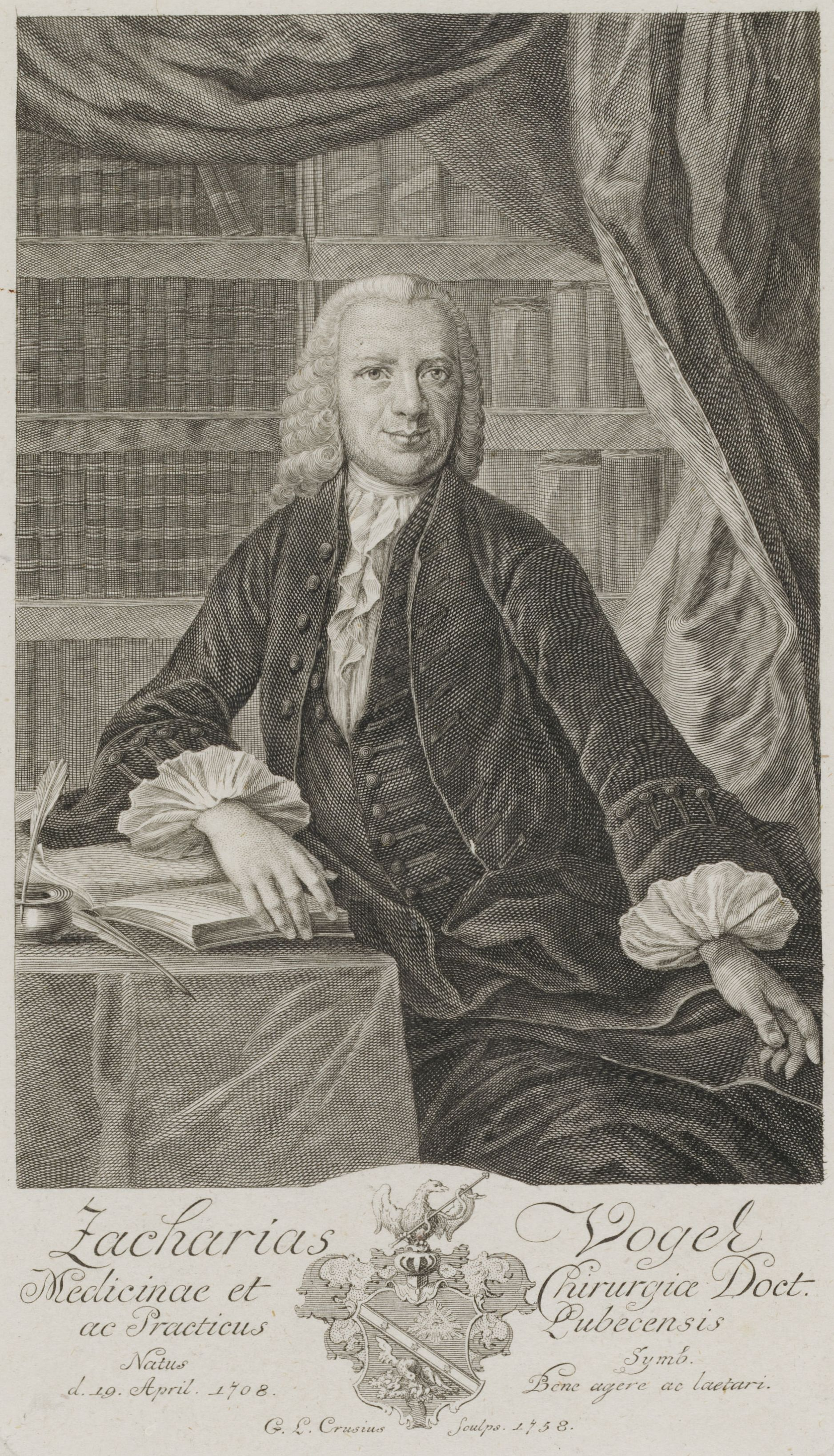
Zacharias Vogel

Zacharias Vogel (* 19. April 1708; † 18. April 1772 in Lübeck) war ein deutscher Arzt, der im 18. Jahrhundert in Lübeck wirkte.

## Leben
Zacharias Vogel stammte aus einer norddeutschen Ärztefamilie, zu der auch der ebenfalls in Lübeck wirkende Jakob Leonhard Vogel und dessen Sohn Adolph Friedrich Vogel gehörten. Er war ab 1759 Mitglied der Leopoldina.
Zacharias Vogel war verheiratet mit Maria Sophia, geb. Rönnenberg.
Von den Söhnen des Paares wurde Friedrich Gerhard Vogel († 23. März 1814) Jurist. Er promovierte am 17. September 1762 als Licentiat der Rechte an der Universität Helmstedt. Er ließ sich 1765 in Hamburg nieder und wurde 1769 Vicarius in summo beim Hamburger Domkapitel. Er heiratete am 21. Oktober 1801 Maria Elisabeth, geb. Timmermann, verwitwete de Boor (1746–1810), eine damals geschätzte Malerin.
Jacob Christian Vogel (* 28. August 1735 in Lübeck; † 4. August 1814 in Reinbek) studierte Medizin, promovierte am 16. September 1756 an der Universität Greifswald und ließ sich als praktischer Arzt in Hamburg nieder. Er heiratete 1761 Margaretha (1727–1807), eine Tochter von Arnold Amsinck und Witwe von Peter Richter. 1800 gab er sein ärztliche Praxis auf und zog nach Reinbek. Er besaß eine wohl auf seinen Vater zurückgehende umfangreiche medizinische Bibliothek
, die er bei seinem Fortzuge von Hamburg öffentlich versteigern ließ. Die Schriften älterer Zeit kaufte noch vor der Versteigerung der Senator und spätere Bürgermeister Wilhelm Amsinck und schenkte sie der Stadtbibliothek Hamburg, der Vorgängerin der Staats- und Universitätsbibliothek Hamburg.

## Werk
Neben seiner ärztlichen Tätigkeit veröffentlichte er zahlreiche Schriften, wobei sein Werk über die Arten der Brüche (Hernien) als sein bedeutendstes herausgestellt wird.
In seinem Buch Anatomische, chirurgische und medicinische Beobachtungen und Untersuchungen beschrieb er erfolgreiche Brustkrebs-Operationen und trat als einer der Ersten mit Bestimmtheit für die chirurgische Behandlung von Krebs-Tumoren ein.

## Schriften
- Abhandlung aller Arten der Brüche (Hernien), wie solche sowohl gründlich zu erkennen als auch wie die Operation etc. …, mit e. Vorrede versehen von Gerhard Wagner. Coburg/Leipzig 1737. (2. Aufl. 1746) (Digitalisat)
- Merkwürdige Krankengeschichten und nützliche Erfahrungen aus der Geneskunst und Wundarzney. 1. Sammlung. Rostock 1756.
- Anatomische, chirurgische und medicinische Beobachtungen und Untersuchungen. Rostock 1759. (Digitalisat)
- zahlreiche Kurzbeiträge im Hamburger Magazin. in der Nova Acta. der Leopoldina und in anderen Zeitschriften